# Hians i Löräng
Hians är en gammal bondgård i byn Löräng i Ljusdals socken, Hälsingland. Vid Hians finns en damm, ett linberedningsverk, en tröskloge, en spånhyvel (tidigare ramsåg) samt en stenvalvbro, vilka sedan 2007 är byggnadsminnesförklarade.

## Galleri

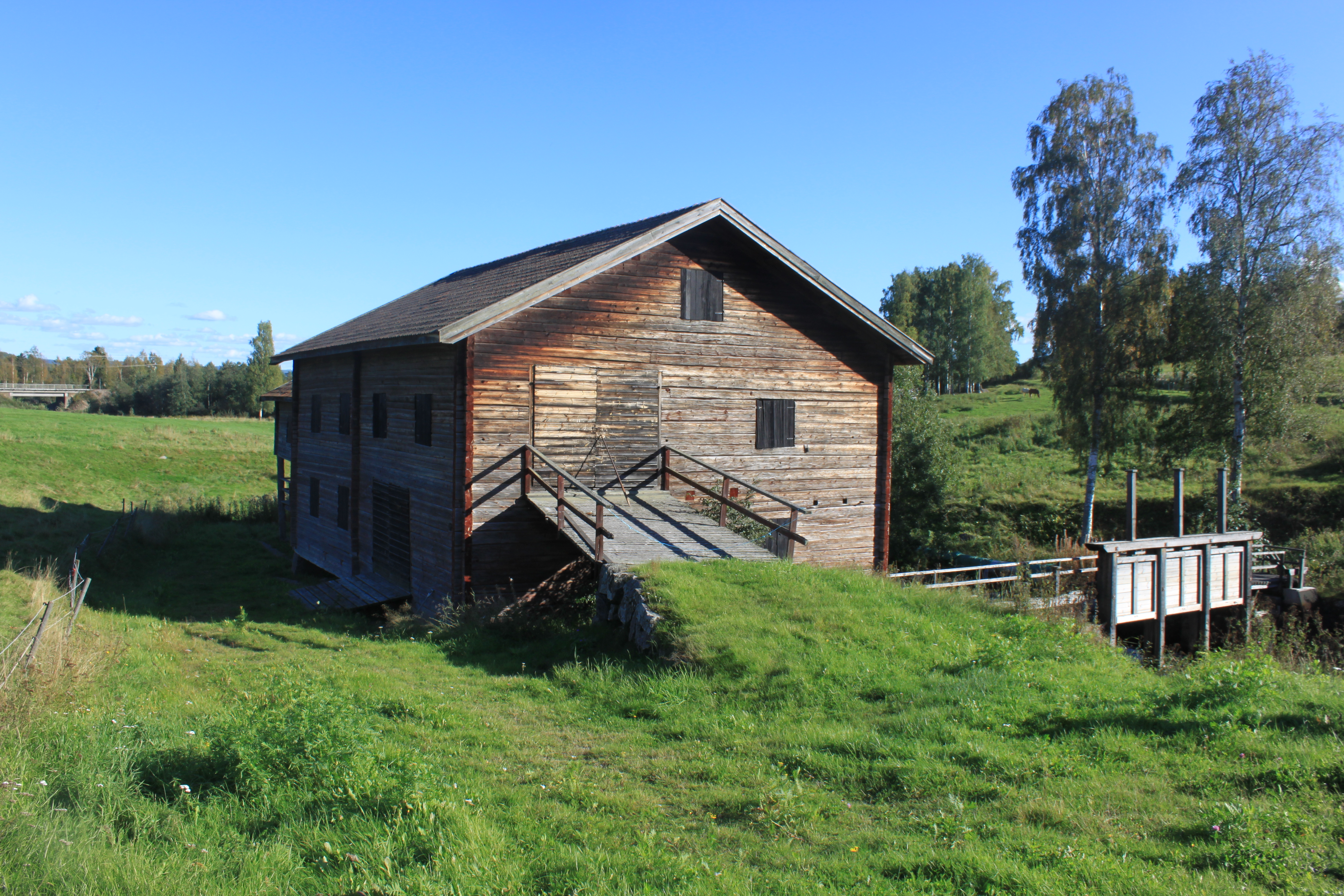
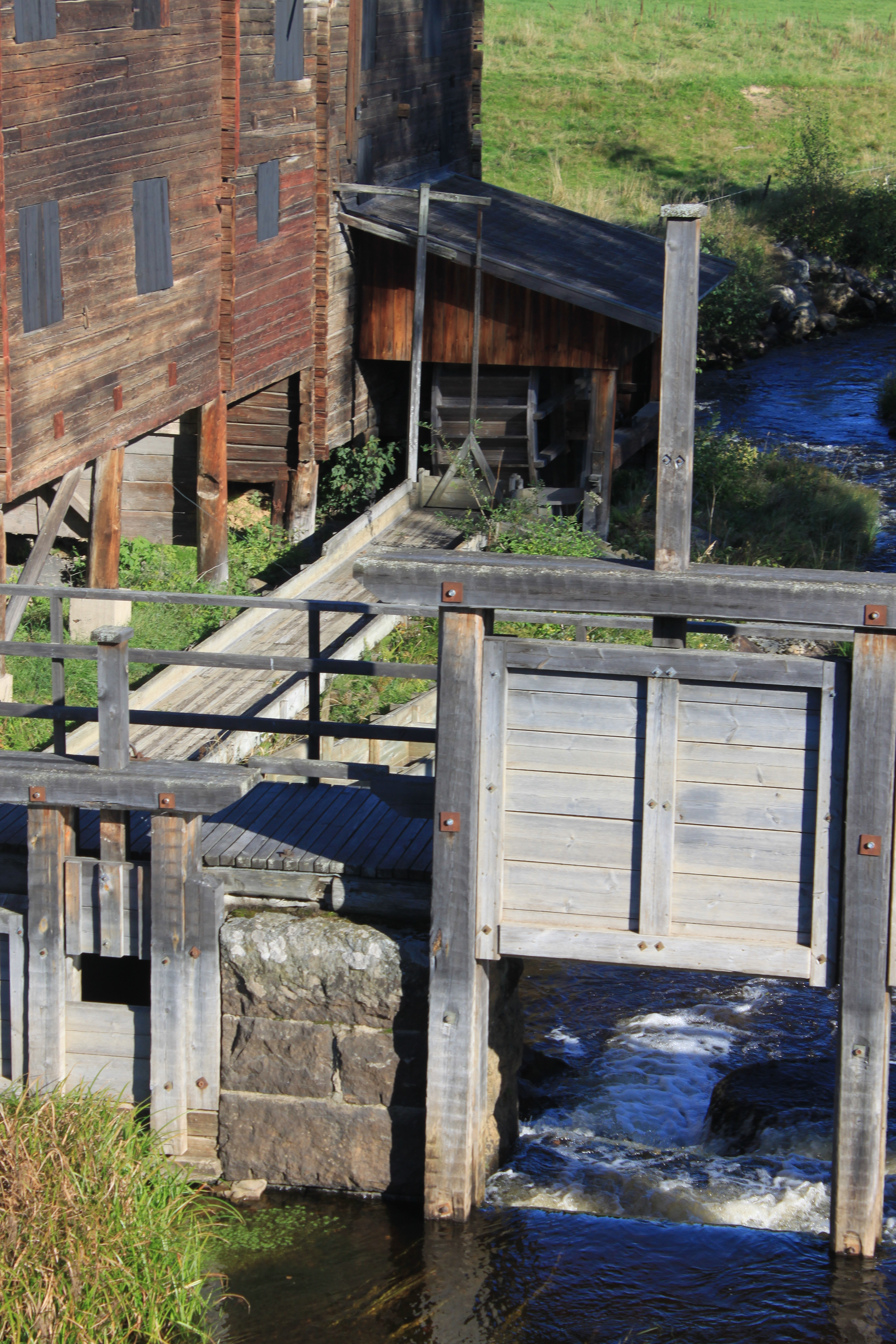
Dammlucka vid Hians